# Nueva Ámsterdam
Nueva Ámsterdam (en neerlandés: Nieuw Amsterdam; y en inglés: New Amsterdam) fue un asentamiento fortificado neerlandés del siglo XVII localizado en el valle fluvial del río Hudson, parte de la colonia de los Nuevos Países Bajos de América del Norte, y que se convertiría posteriormente en la ciudad de Nueva York. Fundada en 1625 por la Compañía Neerlandesa de las Indias Occidentales, la ciudad se ubicaba en la punta sur de la isla de Manhattan, lugar estratégico y defendible para el acceso fluvial del comercio de pieles en el valle del Hudson.
En 1655, la población de Nuevos Países Bajos creció hasta 2000 personas, con 1500 viviendo en Nueva Ámsterdam. En 1664, la población llegó a 9000 personas en Nuevos Países Bajos, 2500 de ellos vivían en Nueva Ámsterdam, 1000 cerca de Fort Oranje, y los demás en otras ciudades y pueblos. Se convirtió en el mayor asentamiento neerlandés de Norteamérica y permaneció en manos de los Países Bajos hasta 1664, cuando pasó a manos de Inglaterra. Los neerlandeses lo recuperaron brevemente en 1673 y lo volvieron a ceder a Inglaterra en 1674 por los términos del Tratado de Westminster, renombrando los ingleses el asentamiento como «Nueva York».

## Historia

### Los primeros asentamientos

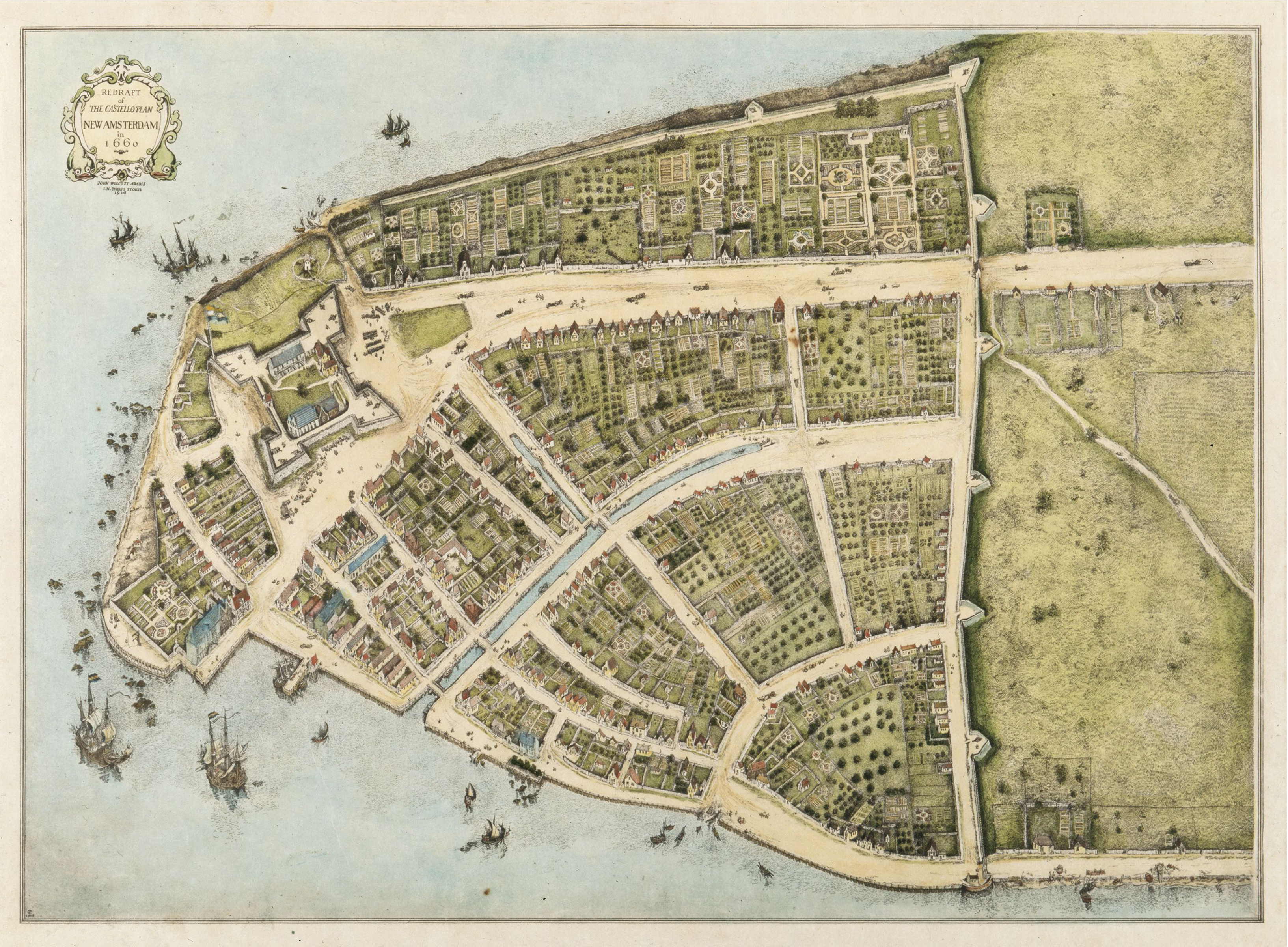
El Plano de Castello, el primer plano de la ciudad (1660).

Giovanni da Verrazzano fue el capitán en 1524 del Dauphine, el primer barco europeo que visitó el sitio de la futura Nueva Ámsterdam/Nueva York. Este navegante italiano fue armado por el rey de Francia Francisco I, de la casa de Valois-Angoulême. Él da el nombre de Nueva Angulema a la bahía formada por el delta del río Hudson.
Buscando un paso marítimo hacia Asia por el Noroeste, el explorador inglés Henry Hudson visitó la bahía de Nueva York en 1609 y después de 12 días de explorar la bahía en barcas remontó el Hudson en su barco Halve Maen ("media-luna" en neerlandés). A su vuelta, comenta el gran potencial del lugar, particularmente por los castores, cuya piel constituía una mercancía muy apreciada, concretamente para producir sombreros impermeables. En 1614, Adriaen Block permanece en el lugar durante más de un año.
Durante los quince primeros años, la isla de Manhattan es poco utilizada por los colonos de los Nuevos Países Bajos (Nueva Bélgica, Nueva Holanda). Los exploradores prefieren adentrarse en los bosques, abundantes en caza, donde practican el trueque de productos europeos baratos por pieles traídas por los cazadores indios. Una de las monedas de intercambio utilizada eran los wampum, suerte de cinturones adornados de conchas –perforadas y redondeadas– por las que los indios se volvían locos. Estos cinturones los hacían las tribus que vivían cerca de la orilla, y los europeos abastecían a las que no podían producirlo en las tierras del interior. Al disponer de herramientas de metal, los neerlandeses se lanzan a la producción de estos artículos en la isla de Long Island. Sin embargo la oferta sobrepasa rápidamente la demanda, y este mercado se desmorona.
En 1624, las primeras familias de colonos, llamadas para administrar los puestos de comercio, son enviadas en su mayoría río arriba al valle del Hudson. Mientras tanto, en la isla de Manhattan se encuentran unas plantaciones y un poco de ganadería.

### La fortificación (1625)

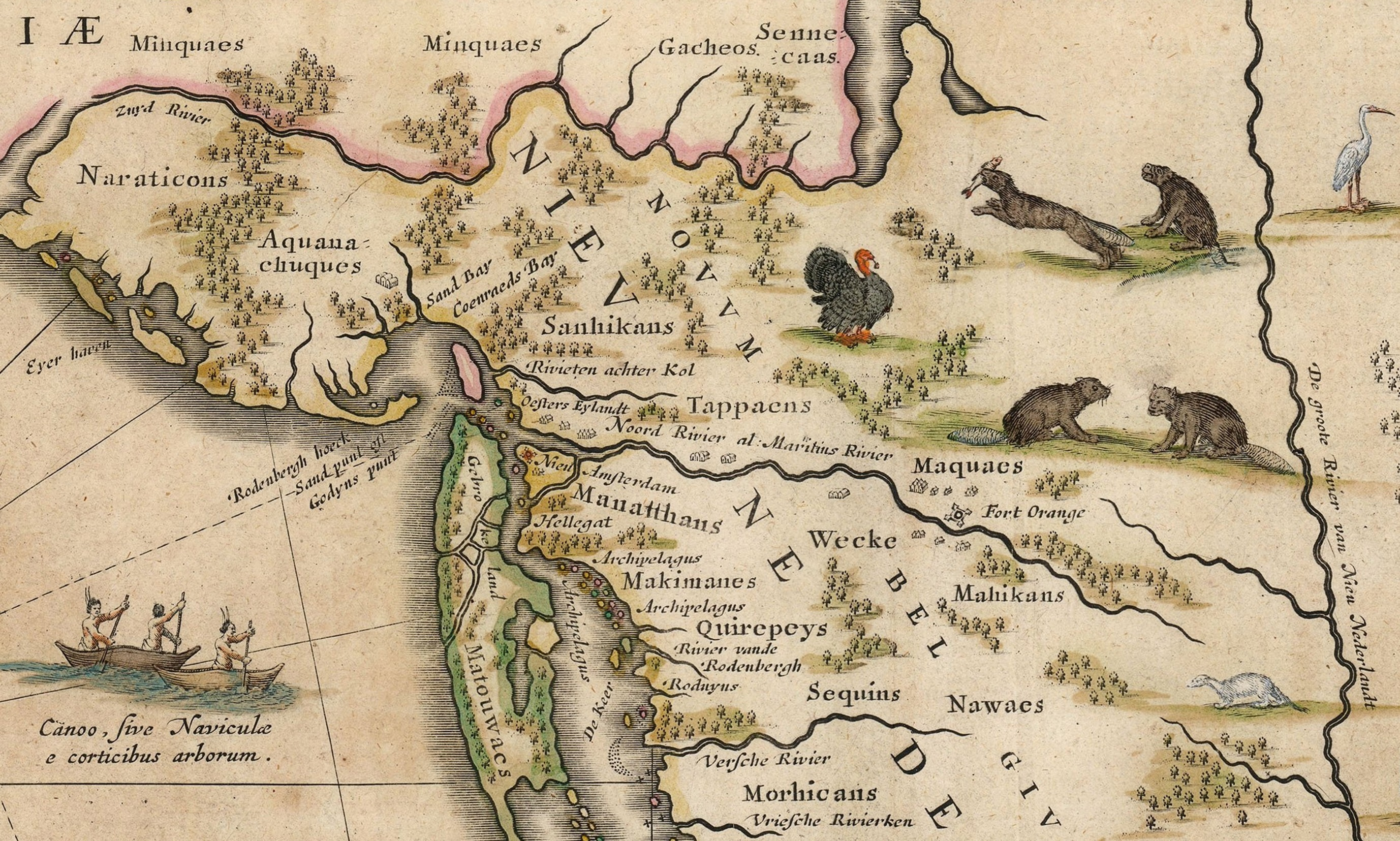
Mapa del valle del río Hudson, alrededor de 1634.

En 1625, bajo la amenaza creciente de un ataque proveniente de otras potencias coloniales, los dirigentes de la Compañía Neerlandesa de las Indias Occidentales decidieron proteger la desembocadura del río Hudson, y reagrupar las actividades de los puestos comerciales en un recinto fortificado. Desde 1620, hay huellas de una carta del arquitecto inglés Íñigo Jones, probablemente contratado por la compañía, que recomendaba construir una obra en albañilería, según un plano en forma de estrella tradicionalmente utilizado en aquella época.
El director de la compañía, Willem Verhulst, y el ingeniero Cryn Fredericks escogieron un sitio apropiado al sur de la isla, el emplazamiento actual de un edificio de la aduana estadounidense (Alexander Hamilton U.S. Custom House), cerca de Battery Park.

### 1626-1673
Willem Verhulst era un director impopular, que trataba a los colonos como simples empleados y no administraba correctamente las finanzas de la colonia. En 1626, es reemplazado por Pierre Minuit. Este último procede a la importación de los primeros esclavos africanos a Nueva Ámsterdam; la primera llegada cuenta con once esclavos.
Minuit también negocia la compra de la isla de Manhattan a los indios lenapes, por 60 florines de mercancías. Este acto se hizo legendario (Nueva York fue comprado a los indios por 25 dólares), aunque ahora se sabe que los lenapes no conocían concepto de propiedad territorial permanente (eran nómadas), lo que disminuye el alcance del gesto.

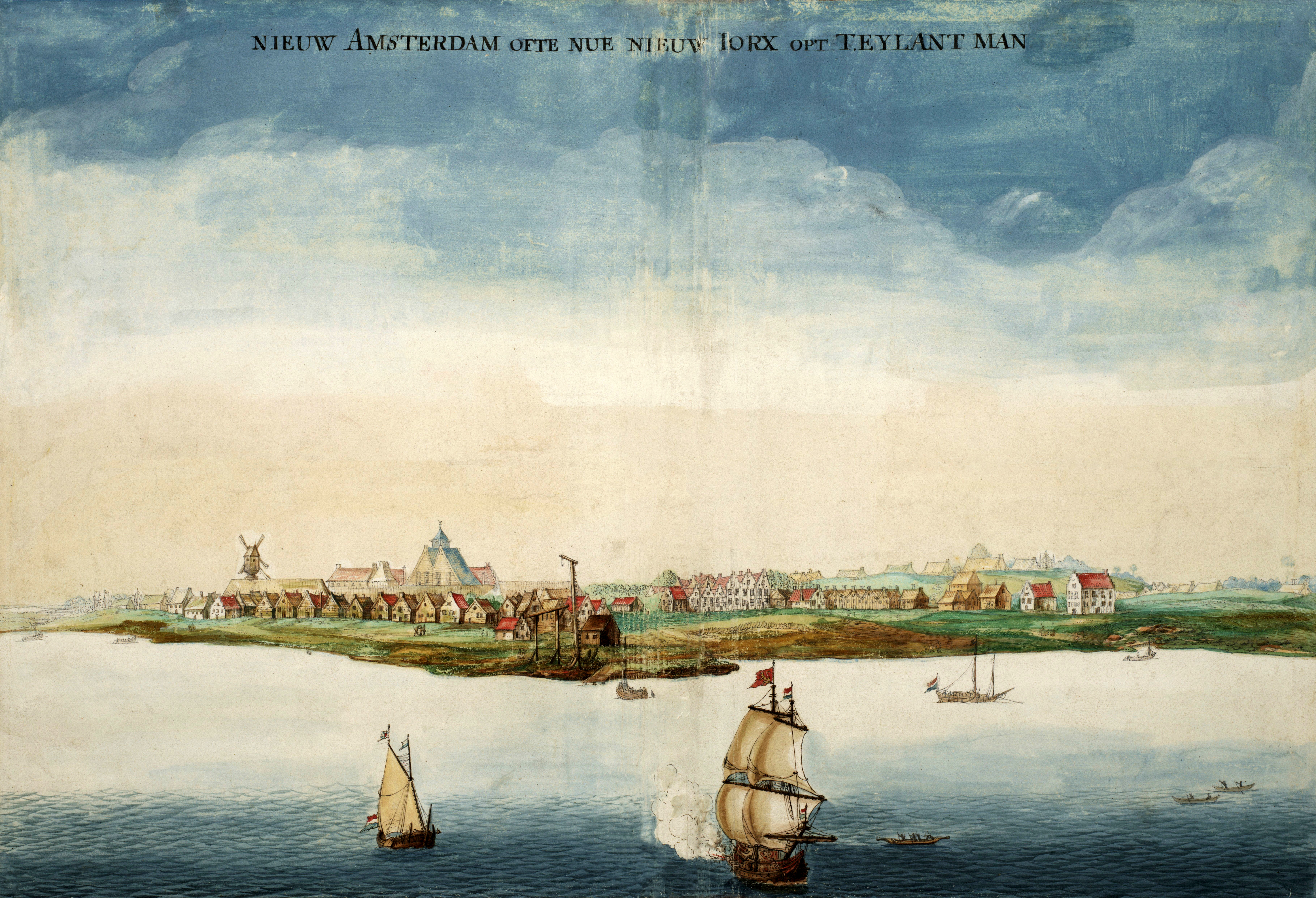
Nueva Ámsterdam en 1664.

En el momento de la construcción del fuerte, la guerra entre mohawks y mohicanos fuerza a la compañía a precipitar el desplazamiento de los colonos dentro del Fuerte Ámsterdam. La urgencia y la falta de medios (la compañía era deficitaria), acarrean una revisión a baja de los planos iniciales de fortificación. Se conforman con un simple fortín rodeado de una empalizada de madera. Un aserradero estuvo instalado en la isla que se llama actualmente Governors Island. La colonia cuenta entonces con 270 habitantes, niños incluidos. En 1992, se encontró en los archivos de la Biblioteca Nacional de Austria una acuarela representando la colonia de Nueva Ámsterdam a mediados del siglo XVII.
El 20 de abril de 1657, Nueva Ámsterdam otorga la libertad de culto a los judíos. Los veintitrés primeros sefardíes de antiguas posesiones neerlandesas de Brasil llegan a Nueva Ámsterdam a partir de 1624. En 1658 es fundada la colonia de Nieuw Haarlem.
Durante la segunda guerra anglo-neerlandesa, que opone Inglaterra a las Provincias Unidas, los Nuevos Países Bajos son conquistados por los ingleses. El director general Peter Stuyvesant entrega Nueva Ámsterdam el 24 de septiembre de 1664. La colonia es rebautizada Nueva York, en honor de Jacobo, duque de York, hermano del rey Carlos II de Inglaterra.
En 1667 los neerlandeses renuncian a sus reivindicaciones sobre esta porción del territorio americano, con la firma del Tratado de Breda, y obtienen a cambio la soberanía sobre Surinam. Sin embargo, en el momento de otra guerra que opone a ingleses y neerlandeses, estos últimos recuperan brevemente la colonia en 1673 (rebautizada Nueva Orange), hasta que los ingleses la recuperen con el Tratado de Westminster, firmado el 19 de febrero de 1674.

## La herencia y el reconocimiento

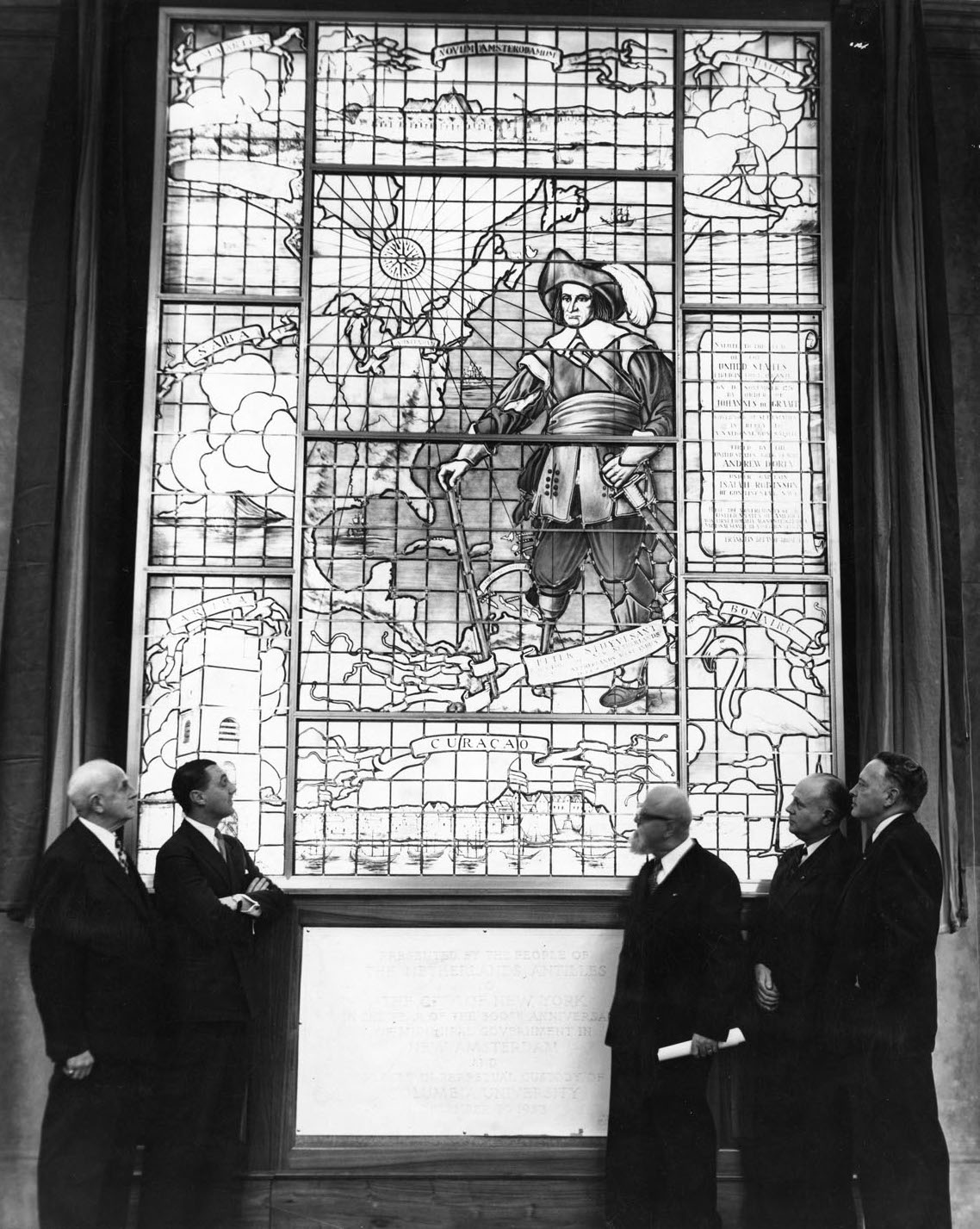
La inauguración de un vitral de Peter Stuyvesant en la biblioteca principal de la Columbia University, 1954.

De la ocupación neerlandesa quedan hoy un cierto número de nombres de lugares neoyorquinos, tales como Coney Island (Konijnen Eiland), Brooklyn (Breukelen), Harlem (Nieuw Haarlem), Flushing (Vlissingen), Broadway (Bredeweg) y Staten Island (Staaten Eylandt).
- La bahía de Gowanus obtiene su nombre de Owanus (Ohain, pueblo del Brabante valón).
- La bahía de Wallabout, en el norte de Brooklyn, quiere decir "bahía valona" en neerlandés (Waal bocht).
- El nombre de Hoboken, en Nueva Jersey, proviene de un municipio de Amberes, en Flandes.
- Communipaw, en Jersey City, es la contracción de Community of Pauw.

El 20 de mayo de 1924, con ocasión del tricentenario de la fundación de Nueva York, un monumento conmemorativo fue erigido en honor de los colonos valones, en Battery Park, en el extremo meridional de Manhattan. Una moneda de plata de 50 centavos, así como sellos de correos de 1, 2 y 5 centavos se emitieron para conmemorar la llegada de los colonos valones y flamencos.